# Фанфан-тюльпан (фільм, 1952)
«Фанфа́н-тюльпа́н» (фр. Fanfan la Tulipe) — чорно-білий франко-італійський історико-пригодницький фільм 1952 року режисера Крістіан-Жака з Жераром Філіпом у головній ролі.

## Сюжет
Фанфан-тюльпан — іронічна псевдоісторична пародія. Молодий провінційний гульвіса Фанфан (Жерар Філіп), рятуючись від переслідування родичів Маріон, яку він спокусив, записується в армію. Адже циганка наворожила йому, мундир з галунами, чин капітана, багатство, а на додачу шлюб з королівською дочкою. Правда потім з'ясовується, що ця циганка насправді — Аделіна (Джина Лоллобріджида), дочка вербувальника- сержанта Лафраншиза, заманює таким чином нових рекрутів. Зрозумівши це, Фанфан не відступає від своєї мрії і вирушає на війну.
І дійсно, незабаром Фанфан рятує від розбійників маркізу де Помпадур (Женев'єва Паж) і принцесу Анрієтту (Сільві Пелайо). Від маркізи Помпадур і королівської доньки Фанфан вимагає нагороду — поцілунок, адже він не знає, що перед ним королівські особи, але отримує в подарунок від маркізи срібний тюльпан і прізвисько Тюльпан. Дізнавшись, що він цілувався з королівською дочкою, Фанфан вирішує що пророцтва Аделіни починають збуватися.
Коли Аквітанський полк розташовується неподалік від королівського палацу, Фанфан проникає через комин в покої принцеси з криком: «Анрієтта! Ви мене впізнали. Полюбіть мене швидше!», але замість любові отримує смертний вирок. Але завдяки сержантській дочці він рятується від шибениці. Фанфан раптово залишає ідею одруження з принцесою і переймається любов'ю до Аделіни: герой пережив чимало пригод, перш ніж Аделіна Лафраншиз, що стала прийомною дочкою короля, буде віддана йому в дружини самим Людовіком XV (Марсель Ерран). «Пророцтво» справдилося.

## У ролях
- Жерар Філіп — Фанфан-тюльпан
- Джина Лоллобріджида — Аделіна
- Олів'є Юсно — Траншмонтань
- Марсель Ерран — Людовик XV
- Женев'єв Паж — Маркіза де Помпадур
- Жан-Марк Тенберг — Лебель
- Ірен Янг — Маріон
- Сільві Пелайо — принцеса Анрієтта
- Анрі Роллан, Неріо Бернарді, Жоржетт Ані та ін.

## Нагороди
- Приз Каннського кінофестивалю за найкращу режисуру (Крістіан Жак), і номінувався також на великий приз фестивалю.

- Приз Берлінського кінофестивалю «Срібний ведмідь».

## Фільм в радянському прокаті
Один з небагатьох іноземних фільмів, які тричі випускалися в прокат на великому екрані в СРСР з російським дубляжем. Ролі дублювали Володимир Трошин, Ніна Нікітіна, Ростислав Плятт, Зиновій Гердт та інші зірки радянського кіно.